# Holmström
Holmström is een Zweedse achternaam.
De volgende personen dragen deze naam:
- Agne Holmström (1893-1949), Zweeds sprinter
- Anders Holmström (1978), Zweeds kogelstoter
- Annie Holmström (1880-1952), Zweeds tennisspeelster
- Annelie Holmström (1974), Zweeds zwemster
- August Holmström (1829-1903), Fins zilversmid en goudsmid
- Axel Holmström (1881–1947), Zweeds anarchist
- Ben Holmstrom (1987), Amerikaans ijshockeyspeler
- Bengt Holmström (1949), Fins econoom en professor economie aan het M.I.T.
- Björn Holmström (1948), Zweeds kogelslingeraar
- Bo Holmström (1938), Zweeds TV verslaggever, commentator, acteur
- Bodil Holmström (1981), Fins oriëntatieloopster
- Britta Holmstrom (1911-1992), Zweeds hulpverlener en politicus
- Buzz Holmstrom (1909–1946), pionier
- Carita Holmström (1954), Fins pianiste, zanger en songwriter
- Carl Torsten Holmstrom (1884-1946), schrijver, cartoonist, journalist
- Cole Holmstrom (1987), Amerikaans basketbalspeler
- Dick Holmström (1959), Fins acteur en regisseur en producent
- Emil Holmström (1891-1939), Fins sergeant majoor
- Emil Holmström (1980), Fins pianist
- Göran Holmström (1963), Zweeds politicus
- Gösta Holmström (1922), Zweeds acteur
- Gustaf Holmström (1888-1970), Fins voetballer
- Hans Olof Holmström (1784-1855), Zweeds aartsbisschop
- Hans Holmström (1949), gepensioneerde Finse officier en vice-admiraal
- Israël Holmstrom (1661-1708), Zweeds ambtenaar en dichter
- Johanna Holmström (1981), Fins schrijfster
- John Holmstrom (1954), Amerikaans underground tekenaar en schrijver
- Karl Holmström (1925-1974), Zweeds schansspringer
- Kjell Holmström (1916-1999), Zweeds bobsleeër
- Lakshmi Holmström Brits-Indisch schrijver
- Marika Holmström (1969), Zweeds actrice
- Max Holmström (1977), Zweeds voetballer
- Niels-Christian Holmstrøm (1947), Deens voetballer en voetbalmanager
- Niclas Holmström (1984), Zweeds fotograaf
- Ossian Holmström, Fins politiechef
- Pelle Holmström, Zweeds-Noorse langlaufer
- Per Holmström (1901-1982), Zweeds zwemmer
- Shanti Holmström (1979, Zweeds schrijver
- Staffan Holmström (1985), Fins schutter
- Susanne Holmström (1947), Deense sociologe
- Tomas Holmström (1973), Zweeds ijshockeyspeler
- Tore Holmström (1917), Zweeds acteur
- Tora Vega Holmström (1880-1967), Zweeds schildernares
- Wiktor Holmstrom (1868-1948), Zweeds vakbondsman, politicus